# Kianush

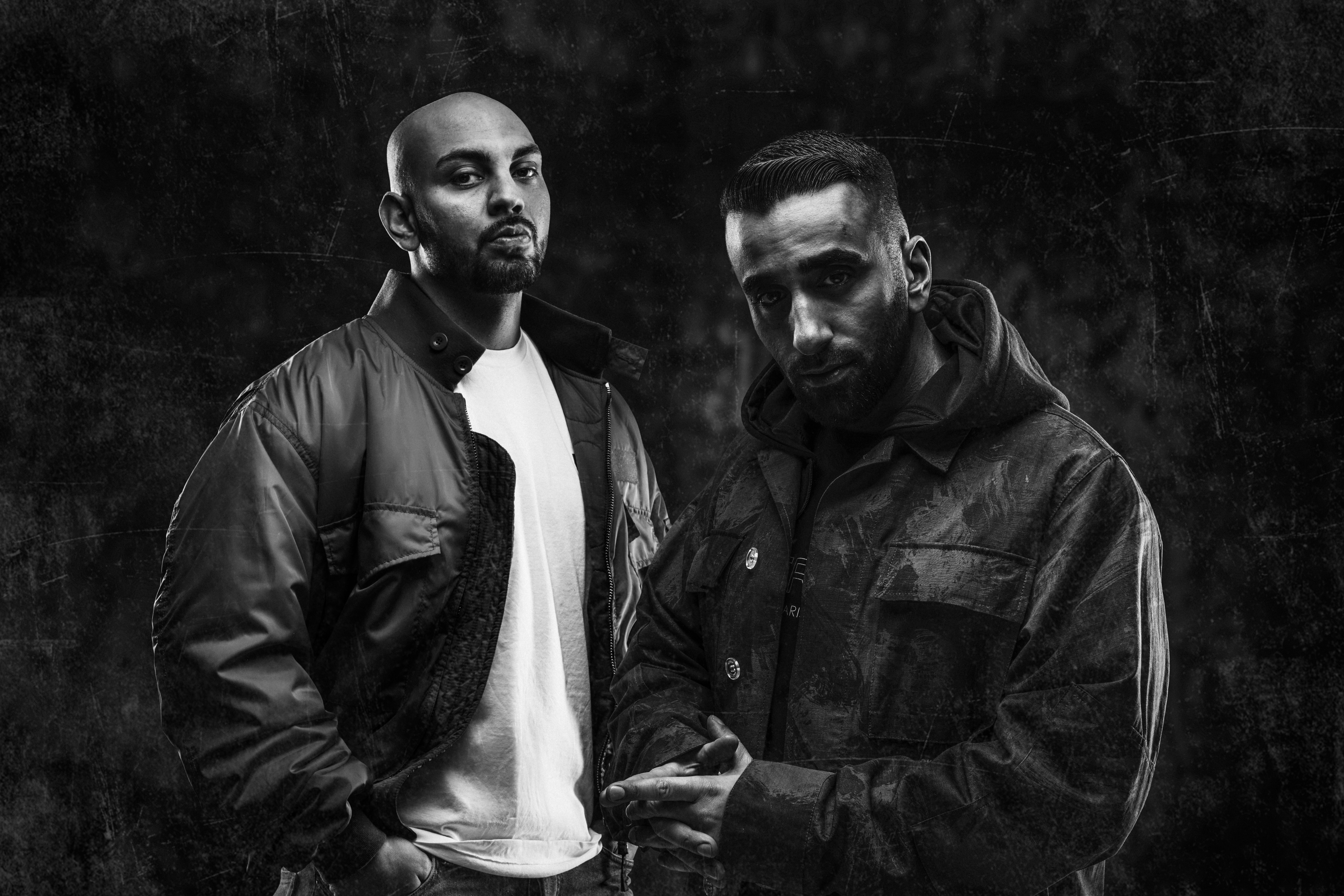
Kianush (links) mit PA Sports

Kianush (* 18. August 1987 in Teheran, Iran; bürgerlich Kianush Rashedi, persisch: کیانوش راشدی) ist ein deutscher Rapper mit iranischen Wurzeln aus dem westfälischen Münster. Er steht beim Independent-Label Life Is Pain von PA Sports unter Vertrag.

## Leben
Kianush wuchs in Münsters Stadtteil Kinderhaus auf, wo er mit dem Rappen begann. Schnell wurde er eine lokale Größe in Münster und beteiligte sich an dem Rap-Projekt Streetsound in einem Jugendtreff in Toppheide, bei dem er den Jugendlichen mit Rat und Tat zur Seite stand. Erste Veröffentlichungen erfolgten als Feature von PA Sports auf dessen Alben. Die beiden veröffentlichten zusammen ein Video für Halt die Fresse.
Von 2011 bis 2013 saß Kianush wegen mehrerer Raubdelikte im Gefängnis. Er hatte einen Drogendealer überfallen und war insgesamt 1094 Tage inhaftiert. Anschließend wurde er auf drei Jahre Bewährung entlassen. Laut eigener Aussage wolle er sich mit dieser Angelegenheit nicht brüsten und die Angelegenheit sei ihm eher peinlich. Nach einigen Features begannen die Arbeiten an einem gemeinsamen Album zusammen mit PA Sports unter dem Projektnamen Desperadoz. Die beiden veröffentlichten das Album über PA Sports Independent-Label Life Is Pain. Das Album enthält keine Rap-Features, neben Kianush und PA Sports sind lediglich Manuellsen und der Newcomer Iby mit einer Gesangs-Hook zu hören. Das Album erreichte Platz 14 der deutschen Charts und platzierte sich auch in Österreich und der Schweiz in den Top 100.
Am 22. Januar 2016 erschien sein erstes Soloalbum Szenario, ebenfalls über Life Is Pain. Das Album erreichte Platz 14 der deutschen Charts, Platz 25 der österreichischen Charts und Platz 15 der Schweizer Charts. Eine Woche hielt es sich in den Top 100 der drei Ländern.
Am 17. Februar 2017 erschien sein zweites Soloalbum namens Instinkt. Es hielt sich 3 Wochen in den deutschen Charts und schaffte es auf Platz 7. In Österreich auf Platz 9 und in der Schweiz auf Platz 8.
Am 12. Januar 2018 veröffentlichte er gemeinsam mit PA Sports Desperadoz 2, das zweite gemeinsame Album der beiden Rapper. Das Album erreichte Platz 5 in den deutschen Albumcharts. In Österreich konnte es sich dem 8. Platz in den sichern, während es in der Schweiz auf die 7 ging.
Am 29. März 2019 veröffentlichte er sein viertes Album, das den Namen Safe trägt. Es hielt sich zwei Wochen in den deutschen Charts und erreichte den 5. Platz. In der Schweiz hielt es sich für eine Woche und erreichte Platz 12 wie in Österreich, nur dass es dort für zwei Wochen in den Charts blieb.

## Diskografie

### Studioalben
| Jahr | Titel Musiklabel       | Höchstplatzierung, Gesamtwochen, AuszeichnungChartplatzierungen (Jahr, Titel, Musiklabel, Platzierungen, Wochen, Auszeichnungen, Anmerkungen) | Höchstplatzierung, Gesamtwochen, AuszeichnungChartplatzierungen (Jahr, Titel, Musiklabel, Platzierungen, Wochen, Auszeichnungen, Anmerkungen) | Höchstplatzierung, Gesamtwochen, AuszeichnungChartplatzierungen (Jahr, Titel, Musiklabel, Platzierungen, Wochen, Auszeichnungen, Anmerkungen) | Anmerkungen                            |
| Jahr | Titel Musiklabel       | DE | AT | CH | Anmerkungen                            |
| ---- | ---------------------- | --- | --- | --- | -------------------------------------- |
| 2016 | Szenario Life Is Pain  | DE14 (1 Wo.)DE | AT25 (1 Wo.)AT | CH15 (1 Wo.)CH | Erstveröffentlichung: 22. Januar 2016  |
| 2017 | Instinkt Life Is Pain  | DE7 (3 Wo.)DE | AT9 (1 Wo.)AT | CH8 (2 Wo.)CH | Erstveröffentlichung: 17. Februar 2017 |
| 2019 | Safe Life Is Pain      | DE5 (2 Wo.)DE | AT12 (1 Wo.)AT | CH12 (2 Wo.)CH | Erstveröffentlichung: 26. April 2019   |
| 2021 | Boost Life Is Pain     | DE85 (1 Wo.)DE | — | — | Erstveröffentlichung: 2. Dezember 2021 |
| 2022 | X-Tape Life Is Pain    | — | — | — | Erstveröffentlichung: 9. Dezember 2022 |
| 2024 | Szenariio Life Is Pain | DE23 (1 Wo.)DE | — | — | Erstveröffentlichung: 17. Mai 2024     |

### Kollaboalben
| Jahr | Titel Musiklabel                                    | Höchstplatzierung, Gesamtwochen, AuszeichnungChartplatzierungen (Jahr, Titel, Musiklabel, Platzierungen, Wochen, Auszeichnungen, Anmerkungen) | Höchstplatzierung, Gesamtwochen, AuszeichnungChartplatzierungen (Jahr, Titel, Musiklabel, Platzierungen, Wochen, Auszeichnungen, Anmerkungen) | Höchstplatzierung, Gesamtwochen, AuszeichnungChartplatzierungen (Jahr, Titel, Musiklabel, Platzierungen, Wochen, Auszeichnungen, Anmerkungen) | Anmerkungen                                            |
| Jahr | Titel Musiklabel                                    | DE | AT | CH | Anmerkungen                                            |
| ---- | --------------------------------------------------- | --- | --- | --- | ------------------------------------------------------ |
| 2014 | Desperadoz Life Is Pain / Major Movez Entertainment | DE14 (1 Wo.)DE | AT65 (1 Wo.)AT | CH20 (2 Wo.)CH | Erstveröffentlichung: 19. September 2014 mit PA Sports |
| 2018 | Desperadoz II Life Is Pain                          | DE5 (3 Wo.)DE | AT8 (1 Wo.)AT | CH7 (2 Wo.)CH | Erstveröffentlichung: 12. Januar 2018 mit PA Sports    |
| 2020 | Crossover Life Is Pain                              | DE2 (5 Wo.)DE | AT5 (3 Wo.)AT | CH7 (3 Wo.)CH | Erstveröffentlichung: 3. April 2020 mit PA Sports      |
| 2021 | Desperadoz III Life Is Pain                         | DE13 (1 Wo.)DE | AT32 (1 Wo.)AT | CH13 (2 Wo.)CH | Erstveröffentlichung: 26. August 2021 mit PA Sports    |

### EPs
- 2017: Bang den Trend EP
- 2017: Instinkt (Remixes) EP
- 2018: Sicario LP (mit PA Sports)
- 2018: Futureradoz EP (mit PA Sports)
- 2019: All In EP
- 2019: Lost Tapes EP

### Singles
| Jahr | Titel Album                         | Höchstplatzierung, Gesamtwochen, AuszeichnungChartplatzierungen (Jahr, Titel, Album, Platzierungen, Wochen, Auszeichnungen, Anmerkungen) | Höchstplatzierung, Gesamtwochen, AuszeichnungChartplatzierungen (Jahr, Titel, Album, Platzierungen, Wochen, Auszeichnungen, Anmerkungen) | Höchstplatzierung, Gesamtwochen, AuszeichnungChartplatzierungen (Jahr, Titel, Album, Platzierungen, Wochen, Auszeichnungen, Anmerkungen) | Anmerkungen                                                                                 |
| Jahr | Titel Album                         | DE | AT | CH | Anmerkungen                                                                                 |
| --- | ----------------------------------- | --- | --- | --- | ------------------------------------------------------------------------------------------- |
| 2016 | TelVision Abstand                   | DE40 (2 Wo.)DE | AT52 (1 Wo.)AT | CH94 (1 Wo.)CH | feat. KC Rebell, PA Sports & Kollegah                                                       |
| 2017 | Mörder Desperadoz II                | DE89 (1 Wo.)DE | — | — | Erstveröffentlichung: 24. November 2017 mit PA Sports                                       |
| 2019 | Rückkehr Safe                       | DE91 (1 Wo.)DE | — | — | Erstveröffentlichung: 2019                                                                  |
| 2019 | Push Safe                           | DE48 (2 Wo.)DE | — | — | Erstveröffentlichung: 15. Februar 2019 feat. PA Sports & Mosh36                             |
| 2019 | Rollin Safe                         | DE96 (1 Wo.)DE | — | — | Erstveröffentlichung: 2019                                                                  |
| 2019 | Selfie Safe                         | DE69 (1 Wo.)DE | — | — | Erstveröffentlichung: 2019 feat. Jamule                                                     |
| 2019 | So jung Safe                        | DE83 (1 Wo.)DE | AT— GoldAT | — | Erstveröffentlichung: 2019 Verkäufe: + 15.000                                               |
| 2019 | Suizid Crossover / Keine Tränen     | DE52 (2 Wo.)DE | — | — | Erstveröffentlichung: 6. September 2019 mit PA Sports                                       |
| 2019 | Casino Royal Crossover              | DE28 Gold · (12 Wo.)DE | AT63 Gold · (1 Wo.)AT | — | Erstveröffentlichung: 6. Dezember 2019; mit PA Sports Verkäufe: + 215.000                   |
| 2020 | Streit mit dem Mond Crossover       | DE55 (3 Wo.)DE | — | — | Erstveröffentlichung: 3. Januar 2020 mit PA Sports                                          |
| 2020 | Kriminell Crossover                 | DE17 (8 Wo.)DE | AT38 (3 Wo.)AT | CH53 (2 Wo.)CH | Erstveröffentlichung: 7. Februar 2020 mit PA Sports                                         |
| 2020 | Cyberpunk Crossover                 | DE86 (1 Wo.)DE | — | — | Erstveröffentlichung: 6. März 2020 mit PA Sports                                            |
| 2020 | Crossover                           | DE50 (1 Wo.)DE | — | — | Erstveröffentlichung: 27. März 2020 mit PA Sports                                           |
| 2020 | Kanake mit Stil Boost               | DE— aDE | — | — | Erstveröffentlichung: 2020                                                                  |
| 2020 | 2 m Distanz Boost                   | DE— bDE | — | — | Erstveröffentlichung: 2020                                                                  |
| 2020 | Daddy Boost                         | DE— cDE | — | — | Erstveröffentlichung: 2020                                                                  |
| 2020 | Champagner –                        | DE— dDE | — | — | Erstveröffentlichung: 23. Oktober 2020 mit Nazar                                            |
| 2020 | Straight Boost                      | DE— eDE | — | — | Erstveröffentlichung: 30. Oktober 2020                                                      |
| 2020 | Outta Control Boost                 | DE— fDE | — | — | Erstveröffentlichung: 18. Dezember 2020 feat. PA Sports                                     |
| 2021 | Squad X Showtime Streben nach Glück | DE33 (2 Wo.)DE | AT50 (1 Wo.)AT | CH72 (1 Wo.)CH | Erstveröffentlichung: 5. März 2021 PA Sports feat. Jamule, Kianush, Hamzo 500, Fourty & Rua |
| 2021 | Training Day Desperadoz III         | DE50 (1 Wo.)DE | — | CH87 (1 Wo.)CH | Erstveröffentlichung: 14. Mai 2021 mit PA Sports                                            |
| 2021 | Shawty Desperadoz III               | DE8 (6 Wo.)DE | AT21 (2 Wo.)AT | CH36 (2 Wo.)CH | Erstveröffentlichung: 11. Juni 2021 mit PA Sports feat. Jamule                              |
| 2021 | Mörder II Desperadoz III            | DE— gDE | — | — | Erstveröffentlichung: 1. Juli 2021 mit PA Sports                                            |
| 2021 | Kapitel III Desperadoz III          | DE54 (1 Wo.)DE | — | — | Erstveröffentlichung: 30. Juli 2021 mit PA Sports                                           |
| 2021 | Drei Shotzzz Desperadoz III         | DE65 (1 Wo.)DE | — | — | Erstveröffentlichung: 20. August 2021 mit PA Sports                                         |
| 2021 | Keine Guccibags Boost               | — | — | — | Erstveröffentlichung: 14. Oktober 2021                                                      |
| 2021 | Ghost Boost                         | DE— hDE | — | — | Erstveröffentlichung: 4. November 2021                                                      |
| 2021 | Keine neuen Freunde Boost           | — | — | — | Erstveröffentlichung: 25. November 2021                                                     |
| 2023 | TelVision II –                      | — | — | — | Erstveröffentlichung: 15. Dezember 2023                                                     |
| 2024 | 10 Sekunden –                       | DE66 (1 Wo.)DE | — | — | Erstveröffentlichung: 26. April 2024 feat. Yakary & PA Sports                               |
| 2025 | Last Dance –                        | DE50 (1 Wo.)DE | — | — | Erstveröffentlichung: 31. Januar 2025 mit PA Sports, Mucco & Jamule                         |
| Folgende Lieder erschienen nicht als Single, wurden aber durch das Album zum Download und Streaming bereitgestellt und konnten somit eine Platzierung erlangen: |                                     | | | |                                                                                             |
| |                                     | | | |                                                                                             |
| 2021 | Rockstars Desperadoz III            | DE45 (1 Wo.)DE | — | — | Charteinstieg: 3. September 2021 mit PA Sports feat. Jamule                                 |

Weitere Singles
- 2015: Aus dem Weg
- 2015: One Way Ticket
- 2015: Habitus / Intro
- 2016: 2 Welten
- 2016: Original (mit PA Sports & Mosh36)
- 2017: Reload (Life is Pain)
- 2017: Hütte im Wald (mit PA Sports)
- 2017: Chill mal dein Leben (mit Moe Phoenix)
- 2017: Zwölf (mit KC Rebell)
- 2017: Gib Gas
- 2018: Unfair (mit PA Sports prod. by Joshimixu)
- 2018: Aphrodisiakum (mit PA Sports und Mosh36)
- 2023: WER BIST DU?! (flerdiss)

### Gastbeiträge
- 2011: Rap-Ghetto-Hierarchie und Musik auf Streben nach Glück von PA Sports
- 2014: Warum auf H.A.Z.E von PA Sports
- 2014: Warum (Remix) von PA Sports (feat. BOZ, Liquit Walker, Cr7z, Blut & Kasse, Pedaz, Ercandize, Jaysus, Niekan, Kurdo, Vega, Hamad 45 & Alpa Gun)
- 2015: Verblendung auf Eiskalter Engel von PA Sports (feat. Amir der Sänger)
- 2015: Semtex und Niemals auf Eiskalter Engel (Lost Tapes EP) von PA Sports
- 2015: Silber oder Blei auf Saadcore Reloaded von Baba Saad (feat. PA Sports)
- 2016: Desperadoz Reloaded Skit und Jeden Tag auf Zurück zum Glück von PA Sports
- 2016: TelVision auf Abstand von KC Rebell (feat. PA Sports & Kollegah)
- 2017: Weck mich auf auf Keznation von KEZ (feat. Jeyz & Bosca)
- 2017: Blangster auf Verloren im Paradies von PA Sports (feat. Mosh36 & Moe Phoenix)
- 2017: Limit auf DZ von Mosh36
- 2018: K1n Problem auf NOA von Moe Phoenix
- 2018: Loyalität auf Habuubz, Volume 1 von Fard (feat. PA Sports)
- 2019: One Punch Man auf Is OK so von Abbude
- 2020: Champagner auf DNA von Nazar
- 2021: Reich und Squad X Showtime auf Streben nach Glück von PA Sports